# Hygrophorus bakerensis
A Hygrophorus bakerensis é uma espécie de fungo da família  Hygrophoraceae. Caracteriza-se por seus basidiomas de tamanho médio a grande, relativamente esguios, com odor de amêndoa e crescimento sobre ou próximo a madeira de coníferas em decomposição. O píleo é viscoso, marrom no centro e creme a branco perto das bordas curvas. As lamelas e o estipe são brancos e, em ambientes úmidos, geralmente são cobertos por gotículas de um líquido translúcido. O cogumelo é conhecido apenas nos Estados Unidos, onde é comum em florestas de coníferas em todo o noroeste do Pacífico. Ele foi primeiramente coletado no estado de Washington, no Monte Baker, um vulcão. Embora comestível, o cogumelo não é considerado de alta qualidade.

## Taxonomia
A espécie foi descrita cientificamente pela primeira vez pelos micologistas americanos Alexander H. Smith e Lexemuel Ray Hesler em uma publicação de 1942. O epíteto específico bakerensis refere-se ao Monte Baker, um vulcão nas Cascatas do Norte do Estado de Washington, nos Estados Unidos, onde o cogumelo foi coletado pela primeira vez. É comumente conhecido por vários nomes, incluindo "píleo de cera de Mt. Baker" (Mt. Baker waxy cap), "píleo de cera amêndoa marrom" (brown almond waxy cap), e "píleo de cera amêndoa tawny" (tawny almond waxy cap).

## Descrição

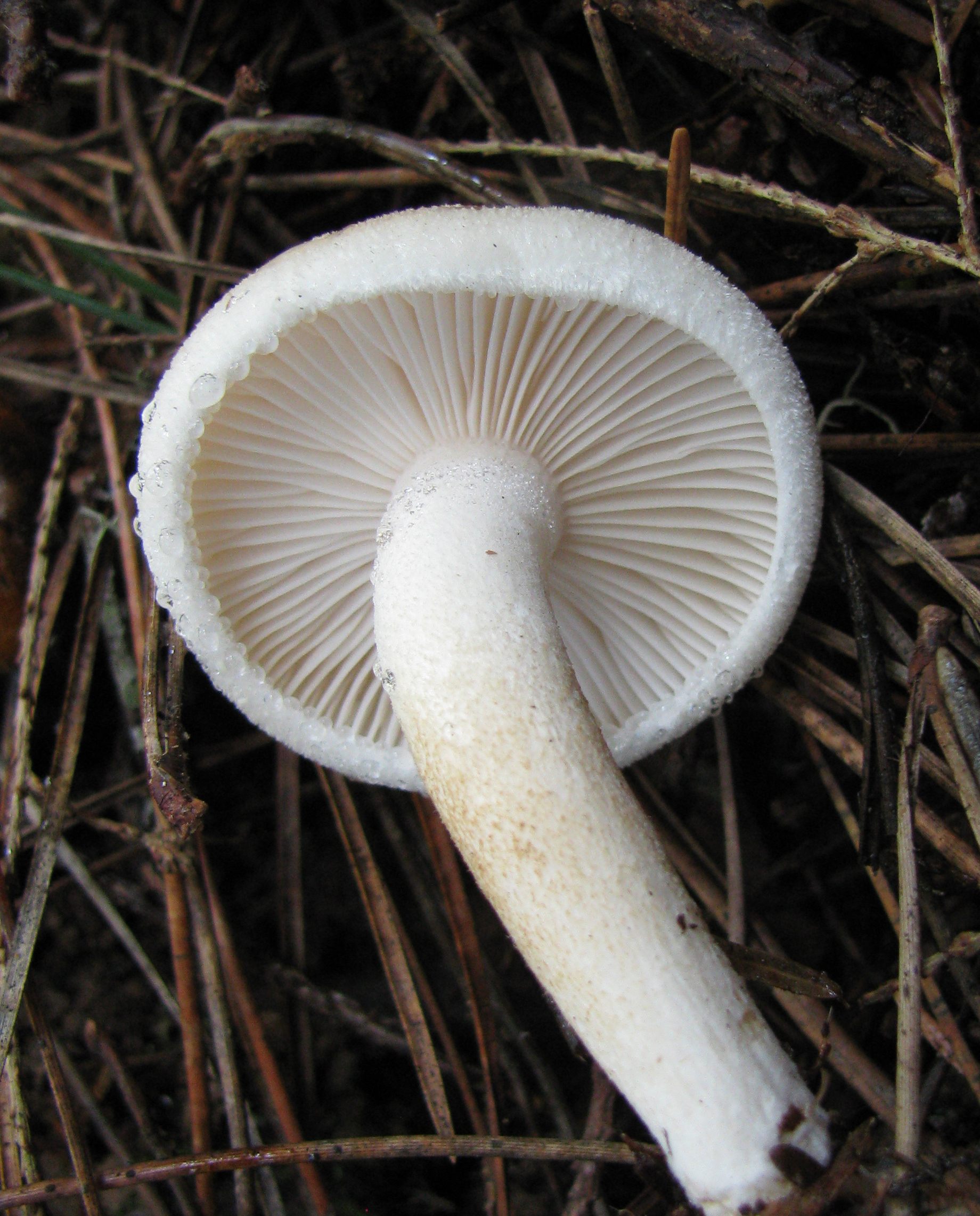
A margem do píleo é enrolada para dentro e as lamelas são bem espaçadas. Caracteristicamente, esse espécime novo tem gotículas de um líquido claro na margem, nas lamelas e na parte superior do estipe.

Os basidiomas novos têm píleos arredondados com margens felpudas que são enroladas para dentro; à medida que os cogumelos amadurecem, os píleos se achatam e as margens podem se elevar para cima. O diâmetro do píleo atinge entre 4 e 15 cm. O centro do píleo é de cor marrom-amarelada, laranja-amarronzada clara ou âmbar, descolorindo até quase branco na margem. A superfície do píleo é viscosa quando molhada e pegajosa à medida que envelhece e seca. Abaixo da camada pegajosa, há fibrilas bem aderidas à superfície, que se aglomeram algumas de cada vez para formar várias estrias pequenas. A carne branca e firme do píleo é espessa, com 1 cm perto da fixação ao estipe, e afunila uniformemente até a margem; ela não muda de cor quando cortada ou machucada. Tem um sabor suave e um odor perfumado que lembra amêndoas ou "caroços de pêssego esmagados". As lamelas cerosas são decorrentes ou com fixação adnata ao estipe. O espaçamento das lamelas é próximo ou subdistante - entre 56 e 88 lamelas individuais alcançam o estipe, com 2 a 3 camadas de lamelas curtas (lamelas mais curtas que não se estendem totalmente da margem do píleo até o estipe). As lamelas têm bordas uniformes e são estreitas, mas se tornam largas em píleos grandes (8 a 12 mm), variando da cor branco creme a bege-rosado; elas não se colorem quando machucadas. Os espécimes novos geralmente apresentam gotas de um líquido claro nas lamelas. As lamelas de espécimes secos escurecem consideravelmente. O estipe tem de 7 a 14 cm de comprimento, 0,8 a 2,5 cm de espessura no ápice, é sólido (não é oco) e tem largura igual em toda a extensão ou se estreita na parte de baixo. Sua cor é branca a rosada pálida, com uma superfície seca. A parte superior dos espécimes novos tem um pó fino e esbranquiçado próximo ao topo, mas isso desaparece à medida que amadurecem. Assim como as lamelas, a parte superior do estipe costuma apresentar gotas de líquido translúcido em clima úmido.
Os esporos são elipsoides, lisos e medem de 7 a 9 por 4,5 a 5 μm. Eles são amarelados quando corados com o reagente de Melzer. Os basídios (células portadoras de esporos no himênio) têm quatro esporos e medem de 40 a 54 por 6 a 8 μm. Não há cistídios nas faces ou bordas das lamelas. A pileipellis é uma ixotricoderme - uma camada de tecido gelatinoso em que a porção distal das hifas filamentosas tem comprimentos diferentes e as hifas são dispostas perpendicularmente à superfície; essa camada de hifas gelatinosas tem entre 100 e 250 μm de espessura. As fíbulas estão presentes nas hifas da pileipellis e no tecido lamelar.

### Comestibilidade
O cogumelo é comestível, mas considerado de baixa qualidade. Smith não recomenda o cogumelo para consumo, observando: "Fui informado por vários coletores que a espécie é comestível, mas muitos deles achavam que era um Clitocybe ou Tricholoma".

### Espécies semelhantes
A Hygrophorus variicolor é muito semelhante em sua aparência geral, diferindo apenas por ter um estipe viscoso devido a um véu parcial gelatinoso. A H. tennesseensis é outra espécie parecida, mas tem um odor farináceo (como o de batatas cruas) e um sabor amargo. A H. arbustivus é uma espécie europeia encontrada sob carvalhos. A H. discoideus é outra espécie europeia parecida; há uma equivalente norte-americana, a H. discoideus var. californius, encontrada em altitudes elevadas na Serra Nevada. Outras espécies norte-americanas de Hygrophorus com odor de amêndoas incluem a H. agathosmus (que tem uma píleo cinza), H. monticola (esporos maiores) e H. vinicolor (que tem esporos maiores e um sabor desagradável). A Collybia oregonensis tem coloração e odor semelhantes, mas tem lamelas adnexas ou entalhadas e não são cerosas.

## Habitat e distribuição
A Hygrophorus bakerensis é uma espécie ectomicorrízica e forma uma relação mutualística com a planta hospedeira compatível ao formar uma bainha ao redor das pontas das raízes. Dessa forma, o fungo obtém carbono e outras substâncias orgânicas essenciais da árvore e, em troca, ajuda as árvores a absorver água, sais minerais e metabólitos. Ele também pode combater parasitas e predadores, como nematóides e patógenos do solo. As espécies de árvores associadas incluem o abeto-de-douglas. Os cogumelos da H. bakerensis crescem dispersos ou em grupos no solo de florestas sob coníferas. Eles são comuns em altitudes de 300 a 1.220 m em toda a região noroeste do Pacífico dos Estados Unidos e no norte das Montanhas Rochosas, e foram coletados na Califórnia, Idaho, Washington e Oregon. Também foram encontrados mais ao norte em Hazelton, Colúmbia Britânica e a leste até Quebec, Canadá. Os cogumelos aparecem normalmente de setembro a dezembro e podem ser muito comuns.

## Links externos
- Hygrophorus bakerensis em Index Fungorum
- Imagens em Mushroom Observer